# Mat Zo
Matan Zohar, meglio conosciuto con lo pseudonimo Mat Zo (30 aprile 1990), è un disc jockey britannico che suona e produce musica progressive trance/progressive house.

## Vita e carriera
Matan Zohar è nato a Londra nel 1990, e ha vissuto sino a 11 anni a Cleveland, in Ohio, negli Stati Uniti. È poi tornato a Londra con la sua famiglia e ha continuato a perseguire i suoi interessi musicali come batterista e membro di una band jazz e rock. Tuttavia, Zohar è diventato più interessato a gruppi musicali come Daft Punk e Chemical Brothers, e le sue inclinazioni musicali si sono spostate alla musica dance elettronica. Dopo 3 anni a produrre musica a Londra, le sue produzioni hanno cominciato a guadagnare attenzione. 
Nella pubblicazione della Top DJ Magazine 2010, viene inserito come new entry al 66º posto. Nel 2013 ha pubblicato il suo primo album, Damage Control, di discreto successo negli Stati Uniti, e ha ricevuto una nomination per il Grammy Award al miglior album dance/elettronico.
Il 26 Marzo 2016 esce il suo secondo album, Self Assemble, pubblicato attraverso la sua casa discografica Mad Zoo.
Produce musica progressive trance con influenze progressive house. Con lo pseudonimo MRZO produce drum and bass.

## Discografia

### Album in studio
- 2013 – Damage Control
- 2016 – Self Assemble
- 2020 – Illusion of Depth

### Singoli
- 2020: Love Songs